# Parterre

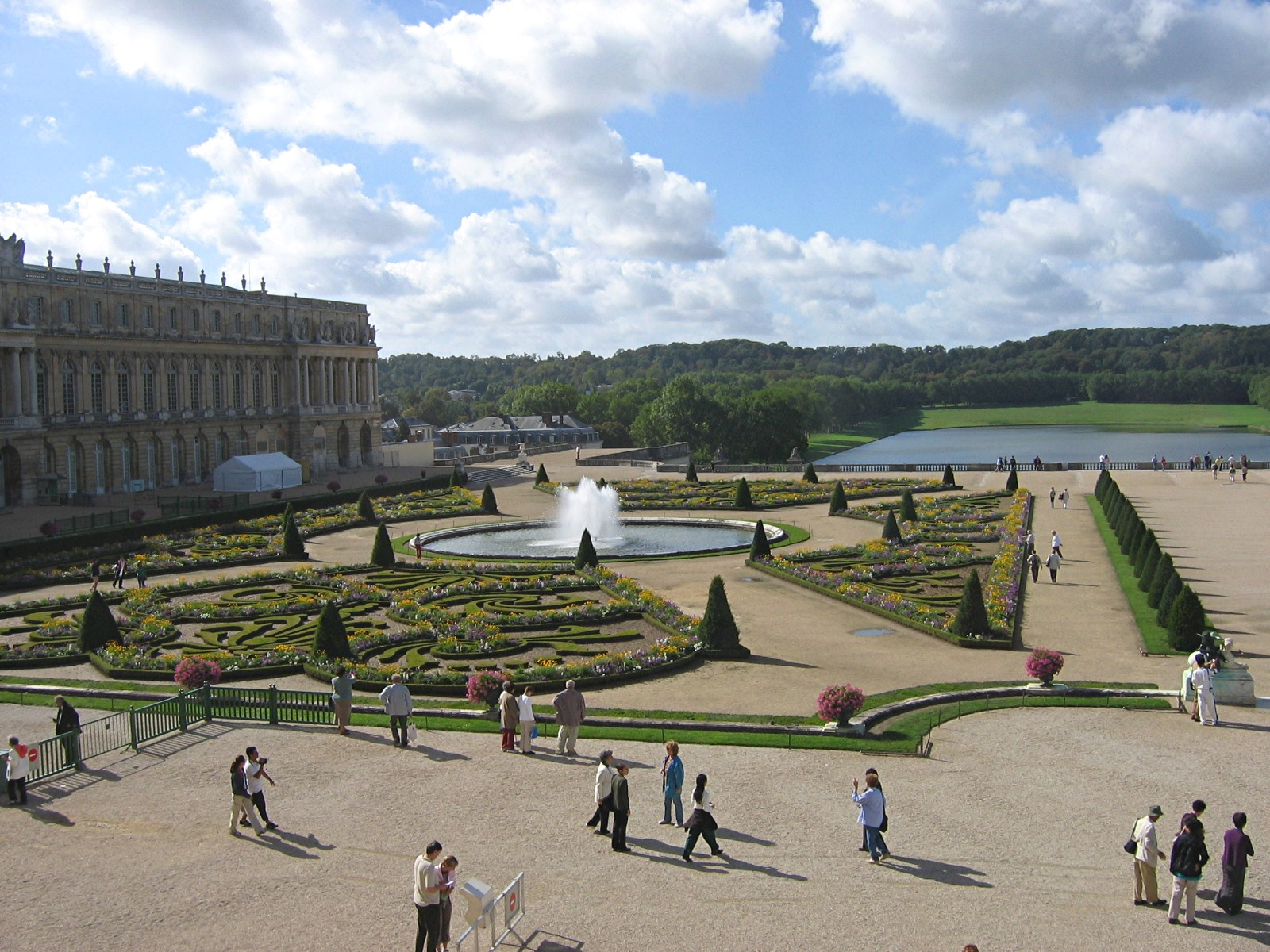
Jardins del Midi, parterre de Versalles.

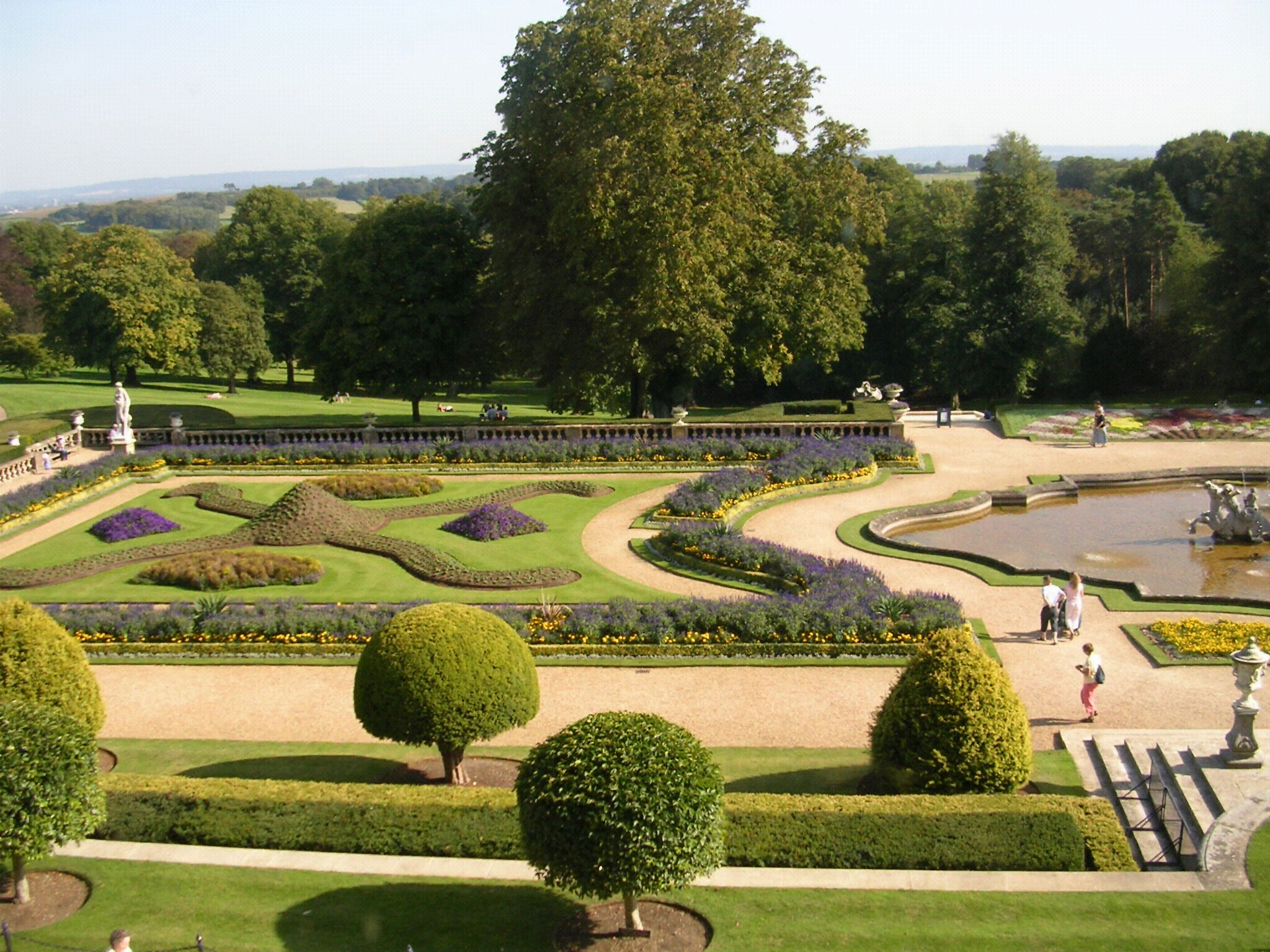
En el costat esquerre de la imatge un parterre completament simètric en Waddesdon Manor, Anglaterra.

Un parterre és un disseny de jardí formal, un jardí a nivell de la superfície del terreny que consisteix a plantar jaços de flors o d'herbes delimitats per parterres de plantes perennes o per pedres afilades acoblades fermament formant una tanca de protecció dels jaços florals interiors, i passejos o sendes de grava disposades amb un disseny generalment simètric. Els parterres no precisen tenir flors, ja que poden estar formats exclusivament per plantes i arbustos perennes.
La paraula «parterre» ve del francès, amb el significat de «a la terra». Al seu país d'origen s'utilitza amb el mateix sentit, però també té altres significats. Per exemple, el «parterre» és la part de l'auditori d'un teatre o on s'assenta l'orquestra en el teatre.

## Història
Els parterres francesos van ser elaborats passat el segle xvi, en el qual van estar de moda a Anglaterra els seus immediats predecessors, els jardins de nus. Els parterres francesos van aconseguir un clímax en el Chateau de Versalles i en les seves moltes imitacions europees, tals com els jardins del Palau Reial de La Granja de San Ildefonso a Espanya o el palau de Kensington a Anglaterra.

### Desenvolupament del parterre
El parterre va ser desenvolupat a França per Claude Mollet, el fundador d'una dinastia de viveristes dissenyadors l'empremta dels quals va calar profundament en el segle xviii. La seva inspiració a desenvolupar els «compartiments» que ja existien entrellaçats simples durant el segle xvi en els quals s'empraven herbes amb llaços simples unes vegades oberts i farciments a l'interior amb sorra o altres vegades tancats i plens amb jaços florals; va ser el pintor Etienne du Pérac, qui va tornar d'Itàlia al castell d'Anet, on ell i Mollet estaven treballant.
L'any 1595, Mollet va introduir els parterres amb compartiments amb dibuixos en els jardins de Saint-Germain-en-Laye i en Fontainebleau; el dibuix totalment desenvolupat com en un brodat « parterres en broderie » apareix per primera vegada en un gravat d'Alexandre Francini d'una vista dels plànols de les plantacions revisades dels jardins de Fontainebleau i Saint-Germain-en-Laye en 1614.

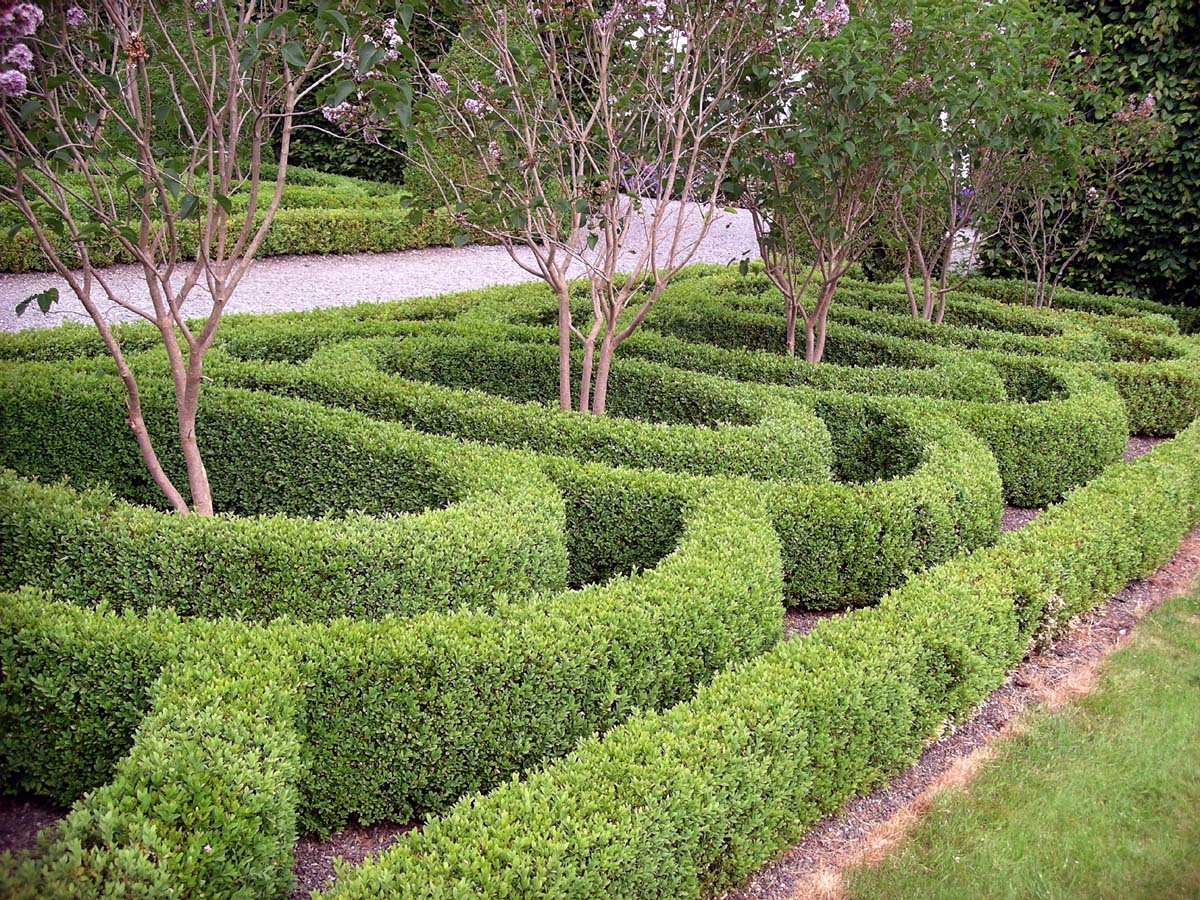
Parterre modern en el Birr Castle, Irlanda.

Els boixos retallats satisfeien amb la seva resistència als patrons dels jardins per l'"olor fresca", com l'herbalista Gervase Markham ho descriu. Abans de 1638, Jacques Boyceau descriu la gamma de dissenys en caixa que un jardiner ha de poder proporcionar: «Els parterres són els adorns baixos dels jardins, que tenen un gran encant, especialment quan se'ls véu des d'una posició elevada: les vores es fan de diversos arbustos principals i arbustos secundaris de diversos colors, formats de diverses maneres, com a compartiments, fullatge, brodats (passements), arabescs, grotescs, guilloixes, rosasses, sunbursts (gloires).
Ja en 1630, s'havien elaborat parterres de broderie en la Wilton House, tan magnífics que se'ls va fer un gravat -l'únic record que queda d'ells actualment-. Parterres de pelouse o parterres de gazon es refereix als parterres de petit port d'herbes com la camamilla.
Un passeig de compartiments és el que separa els quadres d'un parterre.

### Renaixement del parterre
L'estil de jardineria del parterre va ser desplaçat a Anglaterra, per l'estil naturalista del jardí anglès, que va començar en l'any 1720. La seva reintroducció a Anglaterra va coincidir amb l'estil arquitectònic neorenaixement, amb la moda del segle xix del gust pels « jaços florals » en els quals es plantaven espècies anuals de temporada en les quals es triaven acuradament els seus colors de floració plantant-les compactament juntament amb altres espècies o varietats de plantes que coincidissin en època de floració per proporcionar els blocs del color que componguessin el disseny. Es requerien superfícies planes, i una terrassa elevada des de la qual es pogués tenir una vista del disseny, i d'aquesta manera el parterre va renéixer en un estil transfigurat.

## Exemples
A Kensington Palace, llavors un suburbi de Londres, les plantacions dels parterres van ser degudes a Henry Wise, el viver dels quals es trobava prop de Brompton. En el gravat de 1707/08, (il·lustració de la dreta), els dissenys Barrocs posats al dia de cada secció són dissenys escurçats del moviment en sentit vertical, simètricament al voltant d'un centre, amb tanques baies ressaltades per arbres cònics en les cantonades, no obstant això, el seu traçat original del segle xvii, amb un passeig ampli dividit en central de grava dividit en parells, i cadascun subdividit en quatre, sembla haver sobreviscut de l'anterior Nottingham House (pre-1689), abans d'haver-se transformat a palau. Les ales subsidiàries tenen parterres subsidiaris, sense cap intenció d'integració a la resta del conjunt.

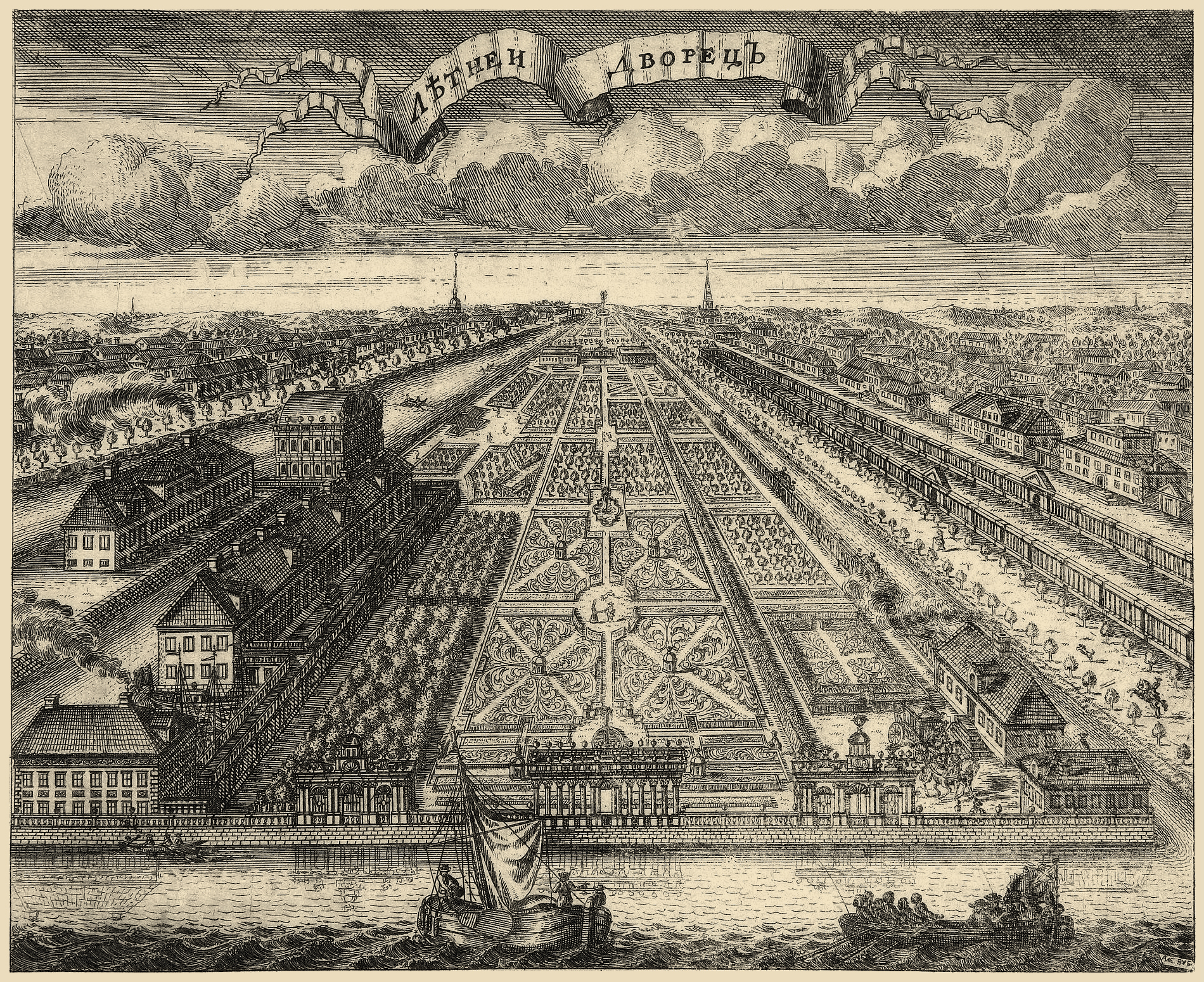
Jardí d'estiu a Sant Petersburg, 1716.

En el Regne Unit hi ha actualment parterres moderns en Trereife Park Penzance (Cornwall), castell de Birr a Irlanda, al castell de Drumlanrig en Dumfriesshire i a Bodysgallen Hall prop de Llandudno.
Alguns « jardins de nusos » de temps passats van ser coberts amb gespa o altres elements paisatgistes, però els seus traçats originals són encara visibles com a ondulacions en els jardins paisatgistes actuals. Un exemple d'aquest fenomen és el jardí d'inicis del segle xvii delcastell de Muchalls en Escòcia.